# Đại hội Thể thao Bãi biển châu Á 2020
Đại hội Thể thao Bãi biển châu Á lần thứ 6 (tiếng Anh: 2020 Asian Beach Games, tiếng Trung: 第六届亚洲沙滩运动会) sẽ được tổ chức ở Tam Á, Trung Quốc. Tam Á sẽ là thành phố Trung Quốc thứ hai để chủ nhà Đại hội Thể thao Bãi biển châu Á, sau Hải Dương 2012.

## Đại hội

### Môn thể thao
Vào ngày 11 tháng 4 năm 2019, Hội đồng Olympic châu Á ban đầu đã tuyên bố rằng Đại hội này sẽ có 16 môn thể thao.
| - Bóng rổ 3x3 () - Hai môn dưới nước phối hợp () - Thể thao dưới nước - Bóng nước bãi biển () - - Bơi marathon () - Điền kinh bãi biển () - Bóng ném bãi biển () | - Kabaddi bãi biển () - Bóng đá bãi biển () - Bóng chuyền bãi biển () - Bóng gỗ bãi biển () - Đấu vật bãi biển () - Thuyền rồng () - Thể thao mô tô nước () | - Dù lượn () - Thuyền buồm - Thuyền buồm () - - Lướt cánh buồm () - - Lướt gió () - Leo núi thể thao () - Lướt sóng () |